# Barbara Toy
Barbara Alex Toy est une romancière, dramaturge et grande voyageuse australienne née le 11 août 1908 à Sydney (Australie) et morte le 18 juillet 2001 à Banbury (Royaume-Uni). Elle est connue pour avoir voyagé à travers le monde avec sa Land Rover appelée Pollyanna et en avoir tiré une série de romans.

## Biographie

### Enfance et théâtre
Barbara Toy est la fille de Bert Toy, rédacteur en chef d'un journal australien et correspondant de guerre. Elle déménage à Londres avant la guerre et s'occupe du Richmond Theatre. Pendant le Blitz, elle est volontaire comme ambulancière.
En 1949, Moie Charles et elle approchent Agatha Christie pour lui demander l'autorisation d'adapter son roman L'Affaire Protheroe pour le théâtre. La romancière, qui s'était pourtant juré de ne plus laisser quiconque adapter ses écrits, donne son consentement. La pièce du même nom, au dénouement modifié par rapport au roman, est donnée en représentation pour la première fois le 14 septembre 1949 au Playhouse Theatre.

### Une grande voyageuse
Un soir, un collègue lui lance le défi de traverser le Sahara. Après avoir emprunté de l'argent, elle achète une Land Rover Série I qu'elle baptise Pollyanna et part à l'aventure. Elle roule jusqu'en Afrique du Nord, puis va de Tanger à Bagdad, malgré les mines toujours présentes dans cette région. En revenant de son voyage, elle se met à écrire sur son expérience, et en 1955 sort A Fool on Wheels (Une folle sur roues), dont le titre vient de la description que lui avait donné un policier en Afrique lorsqu'elle lui avait expliqué son voyage. C'est le premier voyage d'une longue série.
Son second roman, A Fool in the Desert (1956) (Une folle dans le désert), raconte son voyage en Arabie saoudite. Alors au Koweït, elle demande la permission au Roi d'Arabie saoudite de lui rendre visite. Celui-ci accepte et Barbara devient l'une des rares personnes à voir son harem. Elle fait également un voyage en compagnie d'un officier allemand de la Volksbund Deutsche Kriegsgräberfürsorge (SESMA) à la recherche de tombes de soldats tués dans le désert.
Son plus grand voyage est celui autour du monde d'ouest en est. Elle part d'Europe, passe par la Turquie pour rejoindre le Pakistan et traverse l'Asie. En Australie, elle va de Perth à Sydney, et aux États-Unis, de San Francisco à New York. Elle en tire le roman Columbus Was Right (1958).
Après ces nombreux voyages, Pollyanna commence à montrer des signes de faiblesse. Land Rover est soucieux de voir sa marque représentée par un vieux modèle et propose dont à Barbara Toy d'échanger son véhicule contre une Série II. Elle raconte cet échange forcé dans In Search of Sheba (1961). Un collectionneur achète la voiture et la restaure, et à la mort de celui-ci Barbara Toy rachète le véhicule.
Dans The Way of the Chariots (1964), elle raconte son voyage de Tombouctou à Tripoli à la recherche de pétroglyphes découvert par un officier français en 1933 dans les montagnes du sud de l'Algérie. Elle voulait également savoir s'il y avait eu une voie pour des chariots reliant le Niger à la Mer Méditerranée.
En 1990, Barbara Toy fait un dernier tour du monde avec sa Land Rover originale, Pollyanna, et revient à temps pour Noël.
Elle décède le 18 juillet 2001 à Banbury (Royaume-Uni).

### Vie privée
Elle a été mariée brièvement à Ewing Rixson.

## Liste des œuvres

### Pièces de théâtre
- L'Affaire Protheroe (1949), d'après le roman L'Affaire Protheroe d'Agatha Christie

### Romans
- A Fool on Wheels (1955)
- A Fool in the Desert (1956)
- A Fool Strikes Oil (1957)
- Columbus Was Right (1958)
- In Search of Sheba (1961)
- The Way of the Chariots (1964)
- The Highway of the Three Kings (1968)
- Rendezvous in Cyprus (1970)